# نيكولاس مان
نيكولاس مان (بالإنجليزية: Nicholas Mann)‏ هو فقيه لغة بريطاني، ولد في 24 أكتوبر 1942.